# Dennis Maruk
Dennis John Maruk, född 17 november 1955, är en kanadensisk före detta professionell ishockeyforward som tillbringade 14 säsonger i den nordamerikanska ishockeyligan National Hockey League (NHL), där han spelade för California Golden Seals, Cleveland Barons, Minnesota North Stars och Washington Capitals. Han producerade 878 poäng (356 mål och 522 assists) samt drog på sig 761 utvisningsminuter på 888 grundspelsmatcher.
Maruk spelade även för Kalamazoo Wings i International Hockey League (IHL) och Toronto Marlboros och London Knights i OHA-Jr./Ontario Major Junior Hockey League (OMJHL).
Han draftades av California Golden Seals i andra rundan i 1975 års draft som 21:a spelare totalt.

## Statistik
| Källa: Utv = Utvisningsminuter | Källa: Utv = Utvisningsminuter | Källa: Utv = Utvisningsminuter |             | Grundserie  | Grundserie  | Grundserie  | Grundserie  | Grundserie  |             | Slutspel    | Slutspel    | Slutspel    | Slutspel    | Slutspel    |
| Säsong                         | Lag                            | Liga                           | Matcher     | Mål         | Assist      | Poäng       | Utv         | Matcher     | Mål         | Assist      | Poäng       | Utv         |             |             |
| ------------------------------ | ------------------------------ | ------------------------------ | ----------- | ----------- | ----------- | ----------- | ----------- | ----------- | ----------- | ----------- | ----------- | ----------- | ----------- | ----------- |
| 1971–1972                      | Toronto Marlboros              | OHA-Jr.                        | 8           | 2           | 1           | 3           | 4           | —           | —           | —           | —           | —           |             |             |
| 1972–1973                      | London Knights                 | OHA-Jr.                        | 59          | 46          | 67          | 113         | 54          | —           | —           | —           | —           | —           |             |             |
| 1973–1974                      | London Knights                 | OHA-Jr.                        | 67          | 47          | 65          | 112         | 61          | —           | —           | —           | —           | —           |             |             |
| 1974–1975                      | London Knights                 | OMJHL                          | 65          | 66          | 79          | 145         | 53          | —           | —           | —           | —           | —           |             |             |
| 1975–1976                      | California Golden Seals        | NHL                            | 80          | 30          | 32          | 62          | 44          | —           | —           | —           | —           | —           |             |             |
| 1976–1977                      | Cleveland Barons               | NHL                            | 80          | 28          | 50          | 78          | 68          | —           | —           | —           | —           | —           |             |             |
| 1977–1978                      | Cleveland Barons               | NHL                            | 76          | 36          | 35          | 71          | 50          | —           | —           | —           | —           | —           |             |             |
| 1978–1979                      | Minnesota North Stars          | NHL                            | 2           | 0           | 0           | 0           | 0           | —           | —           | —           | —           | —           |             |             |
|                                | Washington Capitals            | NHL                            | 76          | 31          | 59          | 90          | 71          | —           | —           | —           | —           | —           |             |             |
| 1979–1980                      | Washington Capitals            | NHL                            | 27          | 10          | 17          | 27          | 8           | —           | —           | —           | —           | —           |             |             |
| 1980–1981                      | Washington Capitals            | NHL                            | 80          | 50          | 47          | 97          | 87          | —           | —           | —           | —           | —           |             |             |
| 1981–1982                      | Washington Capitals            | NHL                            | 80          | 60          | 76          | 136         | 128         | —           | —           | —           | —           | —           |             |             |
| 1982–1983                      | Washington Capitals            | NHL                            | 80          | 31          | 50          | 81          | 71          | 4           | 1           | 1           | 2           | 2           |             |             |
| 1983–1984                      | Minnesota North Stars          | NHL                            | 71          | 17          | 43          | 60          | 42          | 16          | 5           | 5           | 10          | 8           |             |             |
| 1984–1985                      | Minnesota North Stars          | NHL                            | 71          | 19          | 41          | 60          | 56          | 9           | 4           | 7           | 11          | 12          |             |             |
| 1985–1986                      | Minnesota North Stars          | NHL                            | 70          | 21          | 37          | 58          | 67          | 5           | 4           | 9           | 13          | 4           |             |             |
| 1986–1987                      | Minnesota North Stars          | NHL                            | 67          | 16          | 30          | 46          | 52          | —           | —           | —           | —           | —           |             |             |
| 1987–1988                      | Minnesota North Stars          | NHL                            | 22          | 7           | 4           | 11          | 15          | —           | —           | —           | —           | —           |             |             |
| 1988–1989                      | Minnesota North Stars          | NHL                            | 6           | 0           | 1           | 1           | 2           | —           | —           | —           | —           | —           |             |             |
|                                | Kalamazoo Wings                | IHL                            | 5           | 1           | 5           | 6           | 4           | —           | —           | —           | —           | —           |             |             |
| 1989–1998                      | Spelade ej.                    | Spelade ej.                    | Spelade ej. | Spelade ej. | Spelade ej. | Spelade ej. | Spelade ej. | Spelade ej. | Spelade ej. | Spelade ej. | Spelade ej. | Spelade ej. | Spelade ej. | Spelade ej. |
| 1998–1999                      | Lake Charles Ice Pirates       | WPHL                           | 6           | 0           | 2           | 2           | 4           | 3           | 0           | 0           | 0           | 2           |             |             |
| NHL totalt                     | NHL totalt                     | NHL totalt                     | 888         | 356         | 522         | 878         | 761         | 34          | 14          | 22          | 36          | 26          |             |             |
| OHA-Jr./OMJHL totalt           | OHA-Jr./OMJHL totalt           | OHA-Jr./OMJHL totalt           | 199         | 161         | 212         | 373         | 172         | —           | —           | —           | —           | —           |             |             |